# Ulrich Pracht
Ulrich Pracht (* 7. November 1955 in Kirchen (Sieg), Landkreis Altenkirchen, Rheinland-Pfalz) ist ein deutscher Generalstabsarzt a. D. Zuletzt war er Kommandeur Gesundheitseinrichtungen und Stellvertreter des Inspekteurs des Sanitätsdienstes in Koblenz.

## Biografie
Nach dem Schulbesuch absolvierte er zunächst eine Berufsausbildung zum Elektromechaniker und erwarb dann nach einer einjährigen Berufstätigkeit die allgemeine Hochschulreife auf dem sogenannten zweiten Bildungsweg. 1978 begann er ein Studium der Humanmedizin an der Julius-Maximilians-Universität Würzburg und trat nach Beendigung des Studiums 1985 im Jahr 1986 als Stabsarzt in die Bundeswehr ein.
Zunächst wurde er Fachlehrer und Truppenarzt an der Sanitätsschule der Luftwaffe (SanSLw) in Giebelstadt. Während dieser Zeit erfolgte 1986 auch seine Promotion zum Dr. med. an der Universität Würzburg und im Anschluss seine Übernahme als Soldat auf Zeit. Zwischen 1987 und 1993 war er als Sanitätsstabsoffizier am Flugmedizinischen Institut der Luftwaffe (FlMedInstLw) in Fürstenfeldbruck tätig und erwarb dort auch 1988 die Anerkennung zum Fliegerarzt unter gleichzeitiger Beförderung zum Oberstabsarzt und 1990 die Übernahme als Berufssoldat.
1993 wurde er Assistenzarzt an der Abteilung für Innere Medizin am Bundeswehrkrankenhaus Gießen und absolvierte zugleich 1994 eine Weiterbildung in Medizinischer Informatik an der Philipps-Universität Marburg. Anschließend absolvierte er den 39. Generalstabsdienstlehrgang der Luftwaffe an der Führungsakademie der Bundeswehr (FüAkBw) in Hamburg. Dort wurde er 1996 als Jahrgangsbester mit dem General-Heusinger-Preis ausgezeichnet.
Nach dessen Beendigung wurde er 1996 zum Oberfeldarzt befördert sowie zum Leiter des Sanitätszentrums der Luftwaffensanitätsstaffel 61 in Penzing (Bayern) ernannt. Nach Beendigung dieser Tätigkeit war er zwischen 1999 und 2000 Referent in der Abteilung Personal-, Sozial- und Zentralangelegenheiten des Bundesministeriums der Verteidigung.
Nach seiner Beförderung zum Oberstarzt erfolgte 2000 seine Ernennung zum Divisionsarzt der 3. Luftwaffendivision in Berlin-Gatow. 2001 wechselte er in das Personalamt der Bundeswehr (PersABw) nach Köln und war dort zunächst Dezernatsleiter und dann seit 2002 Abteilungsleiter. Im Anschluss folgte von 2005 bis 2008 eine Verwendung als Referatsleiter im Führungsstab des Sanitätsdienstes. Während dieser Zeit war er 2005 während der Operation Althea auch Medizinischer Direktor im Vereinigten Hauptquartier der EUFOR sowie Dienstältester Deutscher im Camp Butmir in Sarajevo.
Von 2008 bis 2011 war Pracht Kommandeur des Sanitätskommandos I in Kiel. Als solcher wurde er 2009 auch zum Generalarzt befördert. Von Dezember 2011 bis Dezember 2012 war Pracht Amtschef des Sanitätsamtes der Bundeswehr in München. Die Beförderung zum Generalstabsarzt erfolgte im Januar 2012.
Vom 1. Januar 2013 bis 14. Juli 2015 war er Chef des Stabes im Kommando Sanitätsdienst der Bundeswehr. Zuletzt war er Kommandeur Gesundheitseinrichtungen und Stellvertreter des Inspekteurs des Sanitätsdienstes. Zum 31. Dezember 2015 wurde er in den Ruhestand versetzt.
Bis 2016 war er Mitglied des Beirates der Clausewitz-Gesellschaft.
Für seine Verdienste wurde er mehrfach ausgezeichnet und erhielt 1987 die Ehrenmedaille der Bundeswehr, 1991 das Ehrenkreuz der Bundeswehr in Bronze, 2005 das Ehrenkreuz der Bundeswehr in Silber sowie 2015 das Ehrenkreuz der Bundeswehr in Gold.

## Werke
- Befunde nach erfolgloser kardiopulmonaler Reanimation unter besonderer Berücksichtigung der rechtsmedizinischen Problematik. Würzburg, Univ., Diss., 1986